# Кубок Полинезии по футболу
Кубок Полинезии — футбольный турнир среди стран Полинезии. Также, как и Кубок Меланезии, он выполнял роль отборочного турнира Кубка наций ОФК в зоне Полинезии. Последний розыгрыш состоялся в 2000 году.

## Участники
- Американское Самоа;
- Острова Кука;
- Самоа;
- Таити;
- Тонга.

## Результаты
| Год        | Хозяева      | Победитель | 2-е место    | 3-е место | 4-е место          |
| ---------- | ------------ | ---------- | ------------ | --------- | ------------------ |
| 1994 Обзор | Самоа        | Таити      | Тонга        | Самоа     | Американское Самоа |
| 1998 Обзор | Острова Кука | Таити      | Острова Кука | Самоа     | Тонга              |
| 2000 Обзор | Таити        | Таити      | Острова Кука | Самоа     | Тонга              |

## Победители
| № | Побед | Команда | Турниры          |
| - | ----- | ------- | ---------------- |
| 1 | 3     | Таити   | 1994, 1998, 2000 |